# Гринда короткоплавцева
Гринда короткоплавцева (Globicephala macrorhynchus) — морський ссавець, вид з роду гринда (Globicephala), один з двох видів китоподібних.

## Систематика
Один з двох видів роду гринда (Globicephala).
Гринди належать до родини Дельфінові (Delphinidae), проте за поведінкою більше нагадують великих китів.

## Морфологія
Морфометрія:
Довжина: дорослі досягають 3,5-6,5 м в довжину. При народження мальки мають довжину 1,4-1,9 м.
Вага «мальків» при народженні — близько 60 кг. Вага дорослих особин від 1 до 4 т.

## Екологія
Живляться рибою, ракоподібними та кальмарами.

## Загрози

### Природні вороги
Практично не має ворогів (через великі розміри). Але іноді на них нападають великі акули.

## Галерея

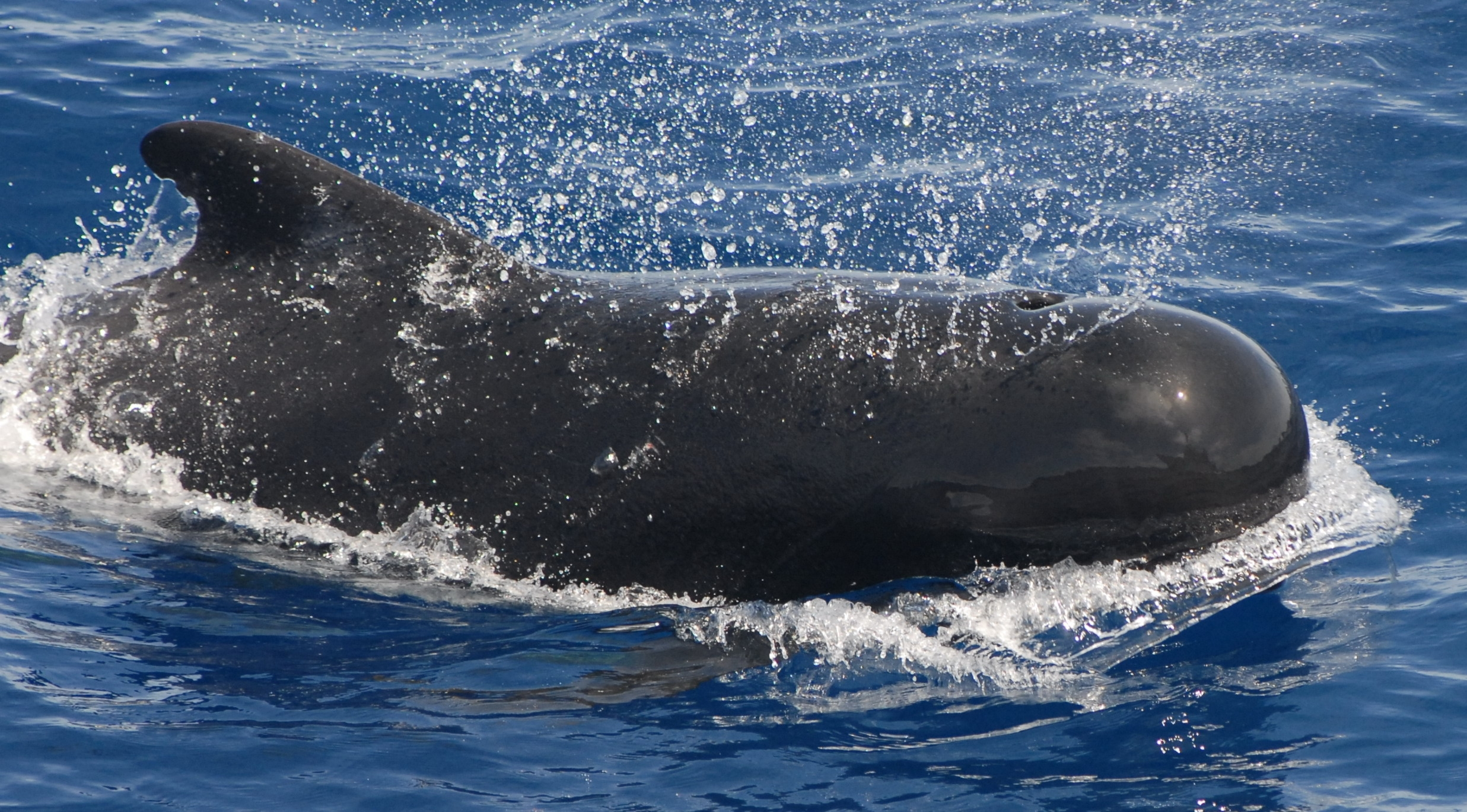
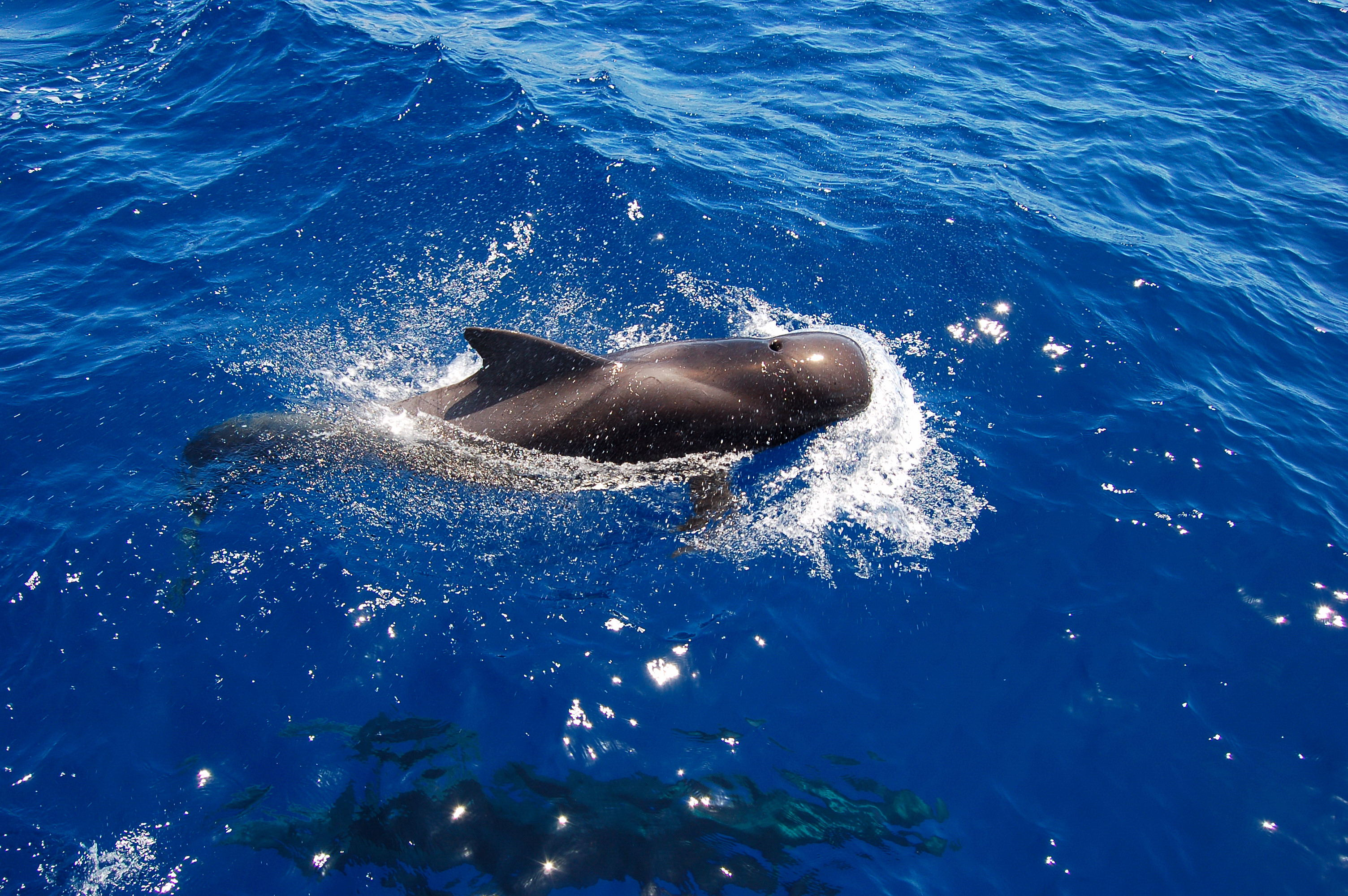
Гринда біля Тенерифе
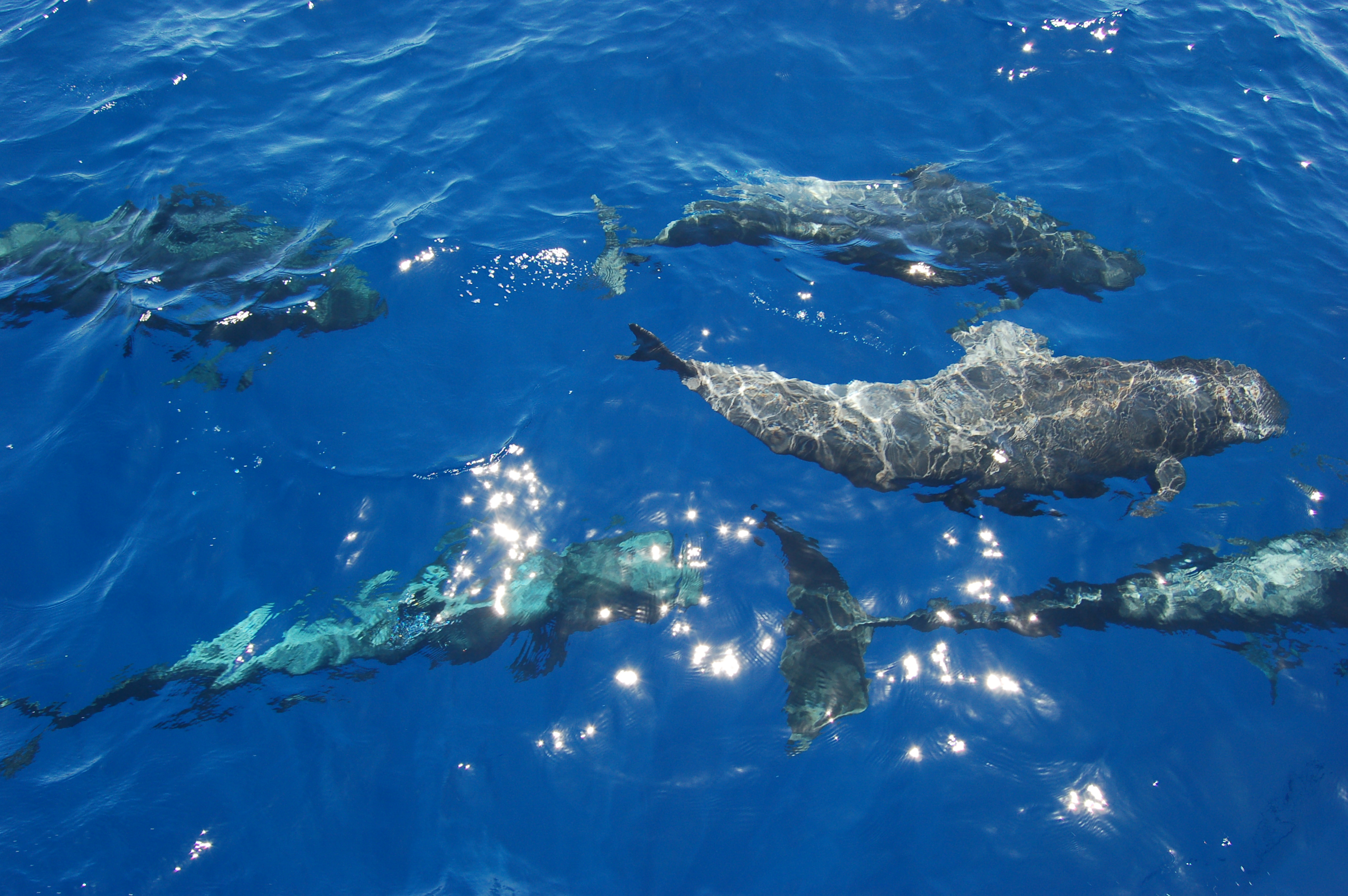
Гринди в морі біля Тенерифе